# Abbaye de Tironneau
L’abbaye de Tironneau (ou de Tyronneau) est une ancienne abbaye cistercienne située sur l'actuelle commune de Saint-Aignan, dans la Sarthe. Elle fut fondée au XIIe siècle par les moines de l’abbaye de Gouffern et détruite après la Révolution.

## Situation
L'abbaye est située au confluent de l'Orne saosnoise et de la Dive, un de ses affluents, sur la commune de Saint-Aignan, à la limite de celle de Marolles-les-Braults. Cet établissement à un confluent, outre les avantages qu'il procure à la communauté (approvisionnement en eau potable, alimentation du moulin et de la forge, etc.), permettait la création d'une position défensive, avec un encerclement quasi complet de l'édifice par l'eau. Cet encerclement est d'ailleurs achevé par le creusement d'une douve.

## Histoire

### Fondation
L'abbaye est fondée en 1149 ; la date retenue du 14 septembre 1149 est sans doute celle de l'établissement de la communauté ou de la pose de la première pierre de l'abbatiale, la fête de l'exaltation de la Sainte-Croix ayant une importance particulière chez les cisterciens.
Le fondateur est un seigneur local, Payen de Chaources, aidé en cela par sa mère Guiburge.
Le premier abbé se nomme Haraud. La construction dure jusqu'en 1231, date à laquelle l'abbatiale est consacrée par l'évêque du Mans, Maurice.

### La prospérité
L'abbaye de Tironneau n'atteint jamais des proportions considérables. Le peu de documents originaux conservés n'aide pas à se faire une idée de ce qu'a pu être la réelle étendue de son patrimoine. Elle ne fonde pas d'abbaye-fille et ne possède que cinq granges au maximum de sa renommée. Elle a compté une vingtaine d'abbés réguliers.

### La commende
Comme l'immense majorité des abbayes, à la fin du Moyen Âge, l'abbaye de Tironneau tombe en commende. Elle est dirigée par seize abbés commendataires dont le dernier est Léon-Armand de Saint-Simon.

### La fin de l'abbaye à la Révolution
Les bâtiments de l'abbaye sont  vendus comme bien national à la Révolution avec environ 26 hommées de pré et 14 journaux de terre à Mrs Boulanger et Hardouin de Mamers  le 2 mars 1791 pour la somme de 18200 livres. L'église servira rapidement de carrière pour construire des maisons et granges dans des fermes voisines dont les Harriers et la Vacherie.Toutes les fermes de l'abbaye, dont les deux citées précédemment, sont vendues à la même époque.
Les autres bâtiments sont peu à peu démolis, le dortoir des moines, le moulin et le porche sont détruits autour du mois de février 1946.

## L'abbaye

### Église abbatiale
Suivant le plan cistercien traditionnel, l'abbatiale se terminait à l'est par un chevet plat encadré de quatre chapelles (deux de chaque côté du chœur) : l'église comptait donc cinq autels. En 1790, les avanies qu'a subies l'église font que celle-ci est en partie voûtée (édifice originel) et en partie charpentée et lambrissée. L'église abbatiale, comme de nombreuses autres, servait de nécropole à la famille du fondateur, les seigneurs de Chaources.

### Bâtiment des moines et logis abbatial
Le rapport de maître Boulard, qui fait l'inventaire à la Révolution, montre que le dortoir originel des moines a été transformé en six chambres, ainsi que huit autres cellules, ce qui montre d'une part que l'idéal originel de vie ensemble a été perdu, mais aussi que l'abbaye initialement conçue pour un grand nombre de moines accueillait finalement une communauté très réduite.
Le logis abbatial, comme dans les autres abbayes commendataires, est un ajout de la commende : auparavant, les abbés logeaient à part, mais dans le bâtiment des moines.